# Zamieszki w Kondopodze
Zamieszki w Kondopodze – miały miejsce w sierpniu 2006 roku na tle etnicznym w Karelii, w północno-zachodniej części Federacji Rosyjskiej, pomiędzy rosyjskimi mieszkańcami miasta oraz nacjonalistami, a Pietrozawodskim OMON-em. Skierowane przeciwko mieszkańcom pochodzenia kaukaskiego, głównie Azerom i Czeczenom. W nocy z 29 na 30 sierpnia dwóch pijanych etnicznych Rosjan zostało zabitych, a kilku innych ciężko ranionych w trakcie bijatyki przez czeczeńską obsługę restauracji Czajka, będącej własnością Azera. Pomimo
obietnic władz o wszczęciu postępowania prawnego wobec sprawców zajścia, następnego dnia na głównym placu miasta zebrało się około dwóch tysięcy demonstrantów. Domagali się wysiedlenia wszystkich nielegalnych imigrantów i zamknięcia sklepów mieszkańcom pochodzenia azjatyckiego. W nocy z 1 na 2 września w starciach tłumu ze sprowadzonym do uspokojenia rozruchów Pietrozawodskim OMON-em, spalono restaurację Czajka. Obiektem ataków były także inne lokale będące własnością osób pochodzenia kaukaskiego oraz ich dobytek. Siły rządowe zatrzymały około stu ludzi biorących udział w zamieszkach oraz ewakuowały do Pietrozawodska, około 60 osób narażonych na bezpośredni atak. Spokoju po stłumieniu zamieszek, pilnowali ściągnięci z okolicznych terenów milicjanci oraz specnaz w liczbie kilkuset funkcjonariuszy.